# Amyna ruptirena
Amyna ruptirena är en fjärilsart som beskrevs av George Francis Hampson 1910. Amyna ruptirena ingår i släktet Amyna och familjen nattflyn. Inga underarter finns listade i Catalogue of Life.